# 西鉄甘木線
甘木線（あまぎせん）は、福岡県朝倉市の甘木駅から福岡県久留米市の宮の陣駅までを結ぶ、西日本鉄道（西鉄）の鉄道路線である。駅ナンバリングで使用される路線記号はA。
宮の陣駅で本線の天神大牟田線から分岐しているが、西鉄久留米・大牟田方面に向けて合流する線形になっている。起点は甘木駅となっており、駅ナンバリングも甘木駅から起番されている。そのため、甘木駅から宮の陣駅へ向かう列車が下り、逆方向が上りである。

## 路線データ
- 路線距離（営業キロ）：17.9 km
- 軌間：1435 mm
- 駅数：12駅（起終点駅含む）
- 複線区間：なし（全線単線）
- 電化区間：全線（直流1500 V）
- 閉塞方式：自動閉塞式
- 最高速度：65 km/h[1]
- 運転指令所：西鉄指令

## 運行形態
普通列車のみの運行。全列車が天神大牟田線の西鉄久留米方面に直通し、全列車2両編成でワンマン運転を行っている。日中から終電にかけてはおおむね30分間隔の運行で、甘木 - 大牟田間の運行である。早朝並びに朝ラッシュ時は本郷 - 花畑・西鉄柳川間の途中折り返し列車が設定されている。朝ラッシュ時は大部分が花畑発着となり、区間運転列車が増発される。終電は大牟田発北野行き、北野発花畑行きで運転される。上下列車の交換駅は、日中以降が北野駅および本郷駅で、朝ラッシュ時には学校前駅および金島駅が加わる。ただし、2022年8月28日のダイヤ改正までは、朝ラッシュ時に北野駅および本郷駅を加え、日中以降は学校前駅および金島駅で列車交換を行う運行形態を取っていた。
甘木線線内では車両の中間のドアは締切となる。
前述のように甘木線の全列車が西鉄久留米駅まで乗り入れていることや、天神大牟田線の特急が宮の陣駅に停車しないこともあり、甘木線の各駅（宮の陣駅を除く）と天神大牟田線の西鉄福岡（天神） - 味坂間の各駅を乗車する場合は、鉄道旅客及び荷物営業規則第44条第2項により、西鉄久留米駅乗り換えの乗車券類を発売することが可能である。なお、折り返し乗車区間となる宮の陣 - 西鉄久留米間では定期券および条件を満たした乗車券での途中下車が可能である代わりに、折り返し乗車区間のキロ程を含めて運賃計算がされるため、宮の陣乗り換えと西鉄久留米乗り換えでは運賃が異なる場合がある。

## 歴史
- 1913年（大正2年）7月18日：三井電気軌道により日吉町 - 福島間が開業、日吉町・広又・花畑・鞍打・一丁田・原屋敷・春川・湯ノ楚・中広川・川瀬・吉田・福島の各停留場が開業（原屋敷・中広川の各停留場の廃止日は不明）
- 1915年（大正4年）10月15日：北野 - 宮の陣間が開業、・北野・中北野・郡農会前・十郎丸・古賀茶屋・恋ノ段・富安・宮ノ陣学校前・五郎丸・宮の陣の各停留場が開業
- 1916年（大正5年）9月27日：櫛原 - 日吉町間が開業、櫛原・南薫・国道・寺町・螢川の各停留場開業
- 1921年（大正10年）
  - この年以前 明善寺前・将軍梅前・渕ノ上・通外町・通三丁目・特科隊前・八軒屋・二軒茶屋・野添・古賀の各停留場開業、鞍打停留場を六軒屋に、春川停留場を上津荒木停留場に改称（渕ノ上・通外町・通三丁目の各停留場の廃止日は不明）
  - 12月8日 甘木 - 北野間が開業、甘木・牛木・馬田・上浦・下浦・井堰・本郷・下本郷・大堰・染・安永・金島・高島・鏡・大城・二王丸・陣屋・中村の各停留場が開業（下本郷・染・高島・鏡の各停留場の廃止日は不明）
- 1923年（大正11年）以前：郡農会前・将軍梅前の各停留場廃止
- 1924年（大正13年）
  - 3月13日：筑後川に完成した新宮の陣橋に併用軌道を敷設し宮の陣 - 櫛原間が開業、これにより甘木 - 福島間が全通
  - 6月30日：九州鉄道（西鉄天神大牟田線の前身）が三井電気軌道を合併し三井線とする
- 1925年（大正14年）2月12日：将軍梅前仮停留場・筑後川停留場の開設を届出（将軍梅前仮停留場の廃止日は不明）
- 1927年（昭和2年）
  - この年以前：通五丁目停留場開業（後に順光寺前停留場と改称。改称・廃止日不明）
  - 12月16日：競馬場前仮停留場開業
  - 12月18日：競馬場前仮停留場廃止
- 1935年（昭和10年）以前：筑後川停留場廃止
- 1939年（昭和14年）
  - この年以前：中村・特科隊前・寺町・南薫・中北野の各停留場廃止
  - 3月25日：車庫前停留場開設認可。
  - 12月31日：二王丸停留場を仁王丸停留場に、恋ノ段停留場を鯉段停留場に、宮ノ陣学校前停留場を学校前停留場に、湯ノ楚停留場を湯納楚停留場に改称
- 1942年（昭和17年）
  - 9月19日：九州鉄道が九州電気軌道に合併
  - 9月22日：九州電気軌道が西日本鉄道に改称、同社の三井線となる
  - この年以降：牛木・下浦・十郎丸・富安・国分の各停留場廃止、車庫前停留場を八軒屋停留場に改称
- 1948年（昭和23年）
  - 11月9日：甘木線の架線電圧を600Vから1500Vに昇圧。路面電車型の2軸単車に代わり、200形を使用する大牟田線花畑発着の運行形態となる。井堰・安永・仁王丸・陣屋・下北野（元の明善寺前）・鯉段・広又の各停留場を廃止
  - 11月11日：宮の陣 - 日吉町間休止、三井線の甘木 - 宮の陣間を甘木線、日吉町 - 福島間を福島線と改称。
  - 11月21日：宮の陣 - 学校前間を移設し、大牟田線と接続
- 1952年（昭和27年）4月25日：宮の陣 - 日吉町間廃止
- 1958年（昭和33年）11月27日：福島線廃止
- 1960年（昭和35年）8月1日：甘木 - 宮の陣間を軌道法から地方鉄道法準拠に変更
- 1989年（平成元年）
  - 4月25日：甘木線初の冷房車両600形の運転を開始し200形を全廃
  - 9月：大城駅を有人化
  - 10月1日：甘木 - 花畑間で600形2連によるワンマン運転開始。上浦駅を無人化
- 2001年（平成13年）11月10日：甘木 - 大牟田間の直通列車（ワンマン運転）の運転開始。また、これに合わせて7000形の運行も開始
- 2003年（平成15年）3月：7050形の運転を開始
- 2004年（平成16年）9月：600形の運行を終了
- 2008年（平成20年）5月18日：ICカードnimoca導入
- 2014年（平成26年）3月22日：本郷、大堰、学校前の各駅を無人化
- 2017年（平成29年）2月1日：全駅に駅ナンバリングを導入[3]
- 2021年（令和3年）
  - 4月1日：駅集中管理システムを導入。金島、大城、古賀茶屋、五郎丸の各駅を無人化[4][5]
  - 11月28日：12月8日に迎える甘木線全線開通100周年の祝賀出発式[6]。

## 駅一覧
- 全駅福岡県内に所在。
- 線路（全線単線） … ◇：列車交換可能、｜：列車交換不可

| 駅番号 | 駅名       | 駅間キロ | 営業キロ | 接続路線                   | 線路 | 所在地          |
| ------ | ---------- | -------- | -------- | -------------------------- | ---- | --------------- |
| A01    | 甘木駅     | -        | 0.0      | 甘木鉄道：甘木線           | ◇    | 朝倉市          |
| A02    | 馬田駅     | 1.2      | 1.2      |                            | ｜   | 朝倉市          |
| A03    | 上浦駅     | 1.8      | 3.0      |                            | ｜   | 朝倉市          |
| A04    | 本郷駅     | 1.5      | 4.5      |                            | ◇    | 三井郡 大刀洗町 |
| A05    | 大堰駅     | 2.2      | 6.7      |                            | ｜   | 三井郡 大刀洗町 |
| A06    | 金島駅     | 1.4      | 9.1      |                            | ◇    | 久留米市        |
| A07    | 大城駅     | 2.6      | 11.7     |                            | ｜   | 久留米市        |
| A08    | 北野駅     | 1.5      | 13.2     |                            | ◇    | 久留米市        |
| A09    | 古賀茶屋駅 | 2.2      | 15.4     |                            | ｜   | 久留米市        |
| A10    | 学校前駅   | 0.8      | 16.2     |                            | ◇    | 久留米市        |
| A11    | 五郎丸駅   | 0.9      | 17.1     |                            | ｜   | 久留米市        |
| T25    | 宮の陣駅   | 0.8      | 17.9     | 西日本鉄道：T 天神大牟田線 | ｜   | 久留米市        |

## 車両
1948年の昇圧以降、電圧は天神大牟田線と統一されているものの、使用される（あるいは過去に使用された）車両は以下の形式に限られる。

### 現用車両
- 7000形・7050形

### 過去の車両
- 200形
- 600形

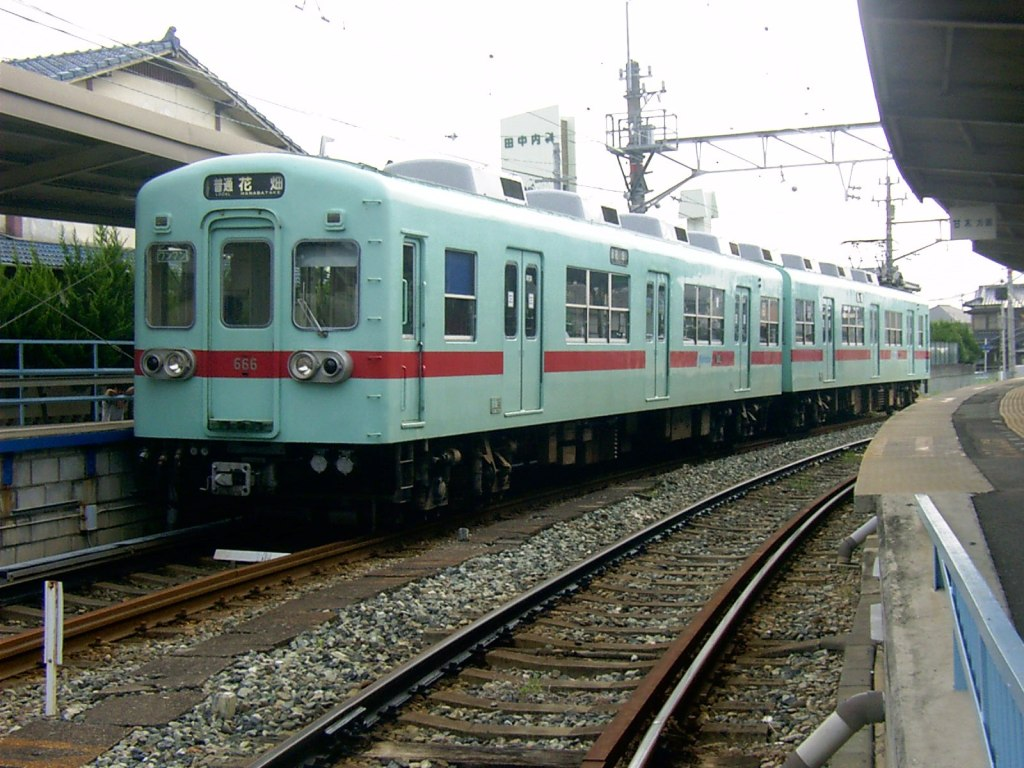
北野駅に停車中の600形電車（2004年）

昇圧以前の車両については、「西鉄福島線の車両」を参照のこと。

## 企画乗車券
- 「あまぎぐるりんフリーきっぷ」 - 天神大牟田線主要駅発着で、甘木線と甘木鉄道全線ならびに天神大牟田線西鉄小郡 - 宮の陣間が乗り放題となる。2014年9月20日から、2020年3月31日まで発売[7]。発売開始当初の甘木鉄道の利用区間は小郡駅 - 甘木駅間だったが[8]、2017年4月1日発売のものから甘木鉄道の利用区間が全線に拡大された[9]。